# جاك كوغلين (كاتب)
جاك كوغلين (بالإنجليزية: Jack Coughlin)‏ هو كاتب أمريكي، ولد في 12 يناير 1966 في والثام في الولايات المتحدة.